# 武藏新城站
武藏新城站（日语：／ Musashi-shinjō eki */?）是一個位於神奈川縣川崎市中原區上新城二丁目，屬於東日本旅客鐵道（JR東日本）南武線的鐵路車站。此站與周邊較多略稱為「新城」（しんじょう）。

## 結構
島式月台1面2線的高架車站。設有扶手電梯、升降機。高架化以前是2面2線對向式月台的地面車站，近武藏中原側還有跨線橋。月台設有自動售票機，沒有商店。

### 月台配置
| 月台 | 路線   | 方向 | 目的地                               |
| ---- | ------ | ---- | ------------------------------------ |
| 1    | 南武線 | 上行 | 武藏小杉、尻手（南武支線）、川崎方向 |
| 2    | 南武線 | 下行 | 武藏溝之口、登戶、府中本町、立川方向 |

（來源：JR東日本:車站構內圖 （页面存档备份，存于））

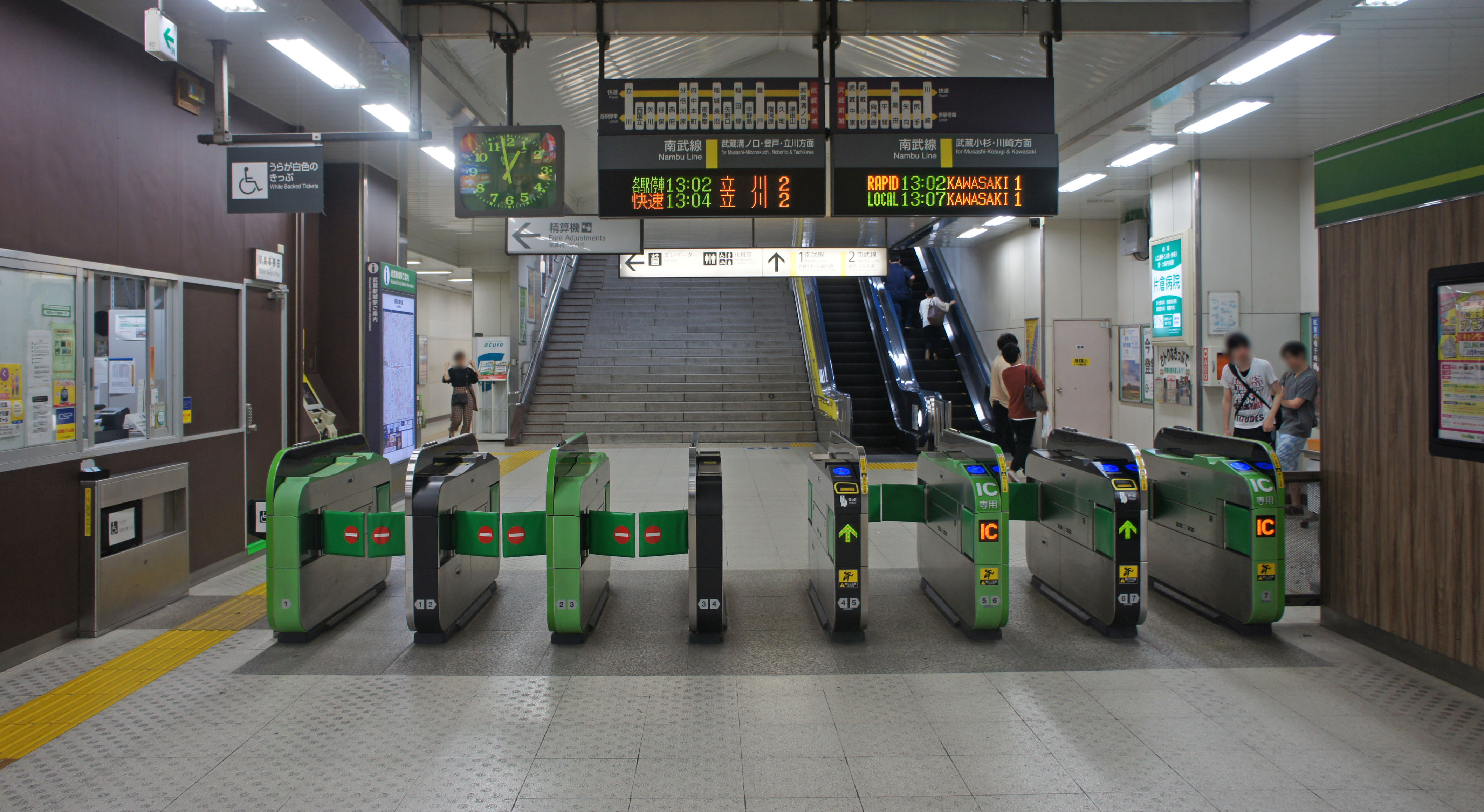
閘口（2019年9月）
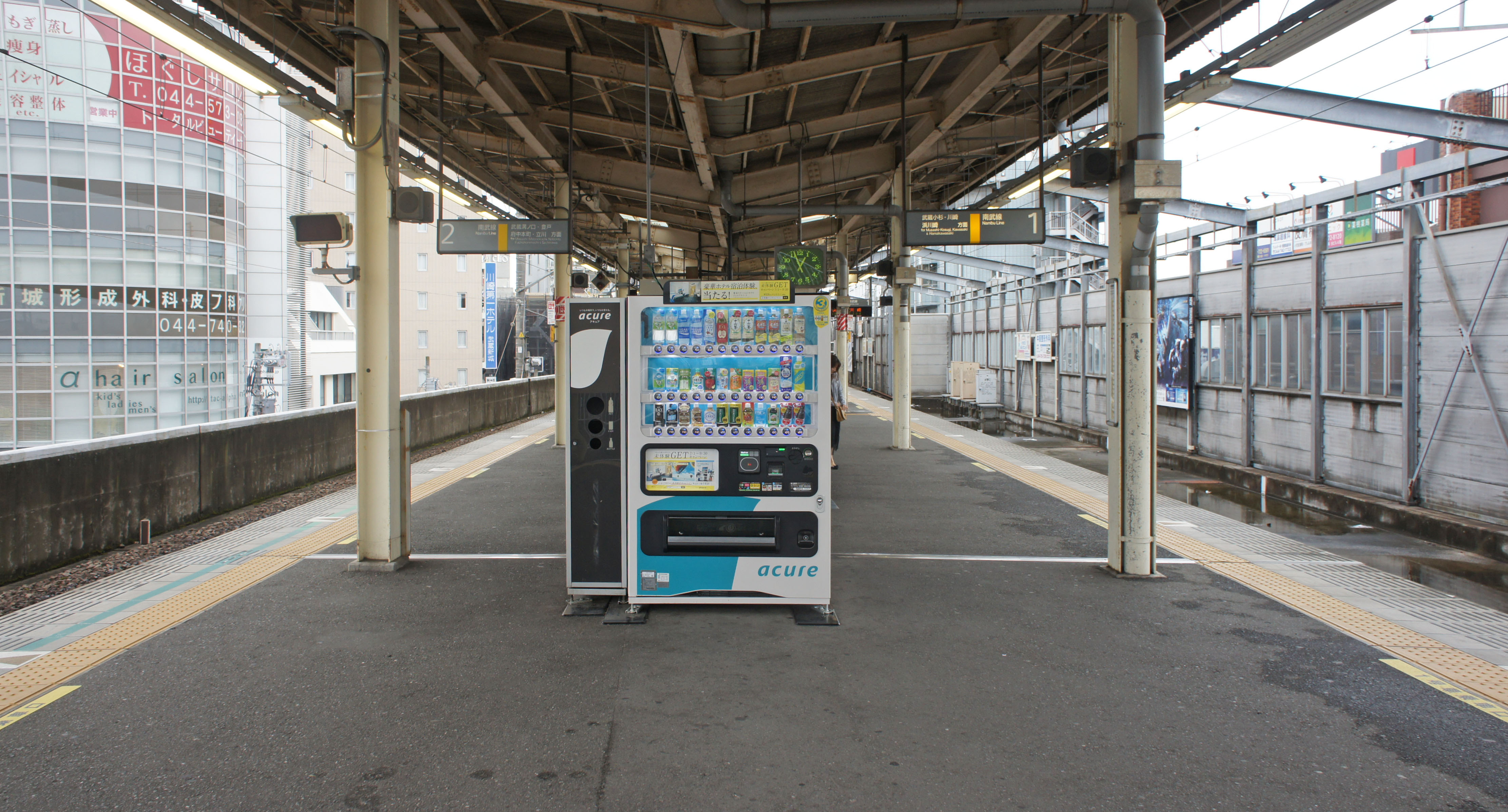
月台（2019年9月）

## 使用情況
2019年（令和元年）度的1日平均上車人次為37,642人。南武線內車站當中排行第7位，JR東日本車站排行第121位。此站是南武線沒有轉乘路線的車站當中最多，比有轉乘路線的稻田堤站還多。近年上車人次仍有增加傾向。
近年的推移如下表。
| 年度               | 1日平均 上車人次 | 來源     |
| ------------------ | ---------------- | -------- |
| 1995年（平成07年） | 28,036           | [ * 1 ]  |
| 1996年（平成08年） | 28,185           |          |
| 1997年（平成09年） | 28,070           |          |
| 1998年（平成10年） | 27,773           | [ * 2 ]  |
| 1999年（平成11年） | 27,605           | [ * 3 ]  |
| 2000年（平成12年） | 27,614           | [ * 3 ]  |
| 2001年（平成13年） | 27,661           | [ * 4 ]  |
| 2002年（平成14年） | 27,660           | [ * 5 ]  |
| 2003年（平成15年） | 27,602           | [ * 6 ]  |
| 2004年（平成16年） | 27,836           | [ * 7 ]  |
| 2005年（平成17年） | 28,679           | [ * 8 ]  |
| 2006年（平成18年） | 29,625           | [ * 9 ]  |
| 2007年（平成19年） | 30,348           | [ * 10 ] |
| 2008年（平成20年） | 30,863           | [ * 11 ] |
| 2009年（平成21年） | 31,028           | [ * 12 ] |
| 2010年（平成22年） | 31,620           | [ * 13 ] |
| 2011年（平成23年） | 31,667           | [ * 14 ] |
| 2012年（平成24年） | 32,939           | [ * 15 ] |
| 2013年（平成25年） | 34,101           | [ * 16 ] |
| 2014年（平成26年） | 34,331           | [ * 17 ] |
| 2015年（平成27年） | 35,325           | [ * 18 ] |
| 2016年（平成28年） | 35,878           | [ * 19 ] |
| 2017年（平成29年） | 36,524           |          |
| 2018年（平成30年） | 37,332           |          |
| 2019年（令和元年） | 37,642           |          |

## 相鄰車站
東日本旅客鐵道（JR東日本）
 南武線
■快速、■各站停車
武藏中原（JN 08）－武藏新城（JN 09）－武藏溝之口（JN 10）

## 外部連結
- 車站資訊（武藏新城）：東日本旅客鐵道（日語）